# Bartholomäus Keckermann

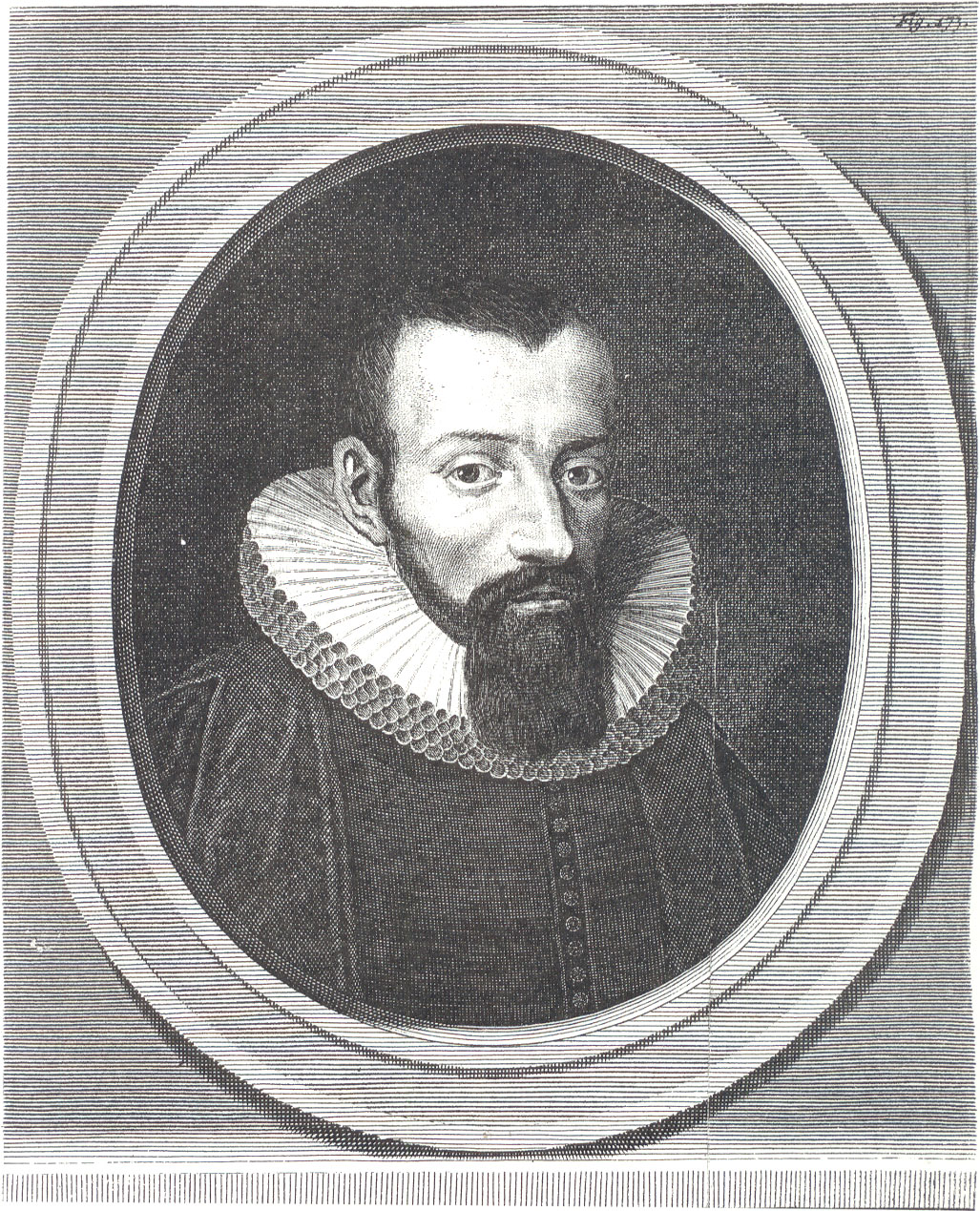
Bartholomäus Keckermann

Bartholomäus Keckermann (* um 1572 in Danzig; † 25. Juli 1609 ebenda) war ein deutscher reformierter Theologe und Philosoph. Er wurde bekannt für seine Analytische Methode.

## Leben
Bartholomäus Keckermann wuchs als Sohn des Kaufmanns Georg Keckermann in den konfessionellen Auseinandersetzungen seiner Heimatstadt auf Seiten der Reformierten auf. Er studierte seit dem 4. Mai 1590 an der Universität Wittenberg, schrieb sich im Sommersemester 1592 an der Universität Leipzig ein und wechselte am 22. Oktober 1592 an die Universität Heidelberg, wo er am 17. Februar 1595 den akademischen Grad eines Magisters erwarb. Im Anschluss wirkte er als Lehrer am Heidelberger Pädagogium, wechselte 1597 an das Heidelberger Collegium Sapientiae und bereitete in dieser Aufgabe die Jugend auf den Besuch von Kollegien vor. Er las über Logik.
1600 wurde ihm an der Heidelberger Universität der Lehrstuhl für hebräische Sprache übertragen. Zudem hielt er Privatvorlesungen über Dogmatik. Nachdem er am 23. März 1602 zum Lizentiaten promoviert wurde, folgte er einem Ruf an das Akademische Gymnasium Danzig, wo er sich als Konrektor wissenschaftlichen Themen widmete.
Keckermann gilt als Begründer der „analytischen Methode“, die auf enzyklopädische Ordnung des verfügbaren Wissens, in der Symbiose von Theologie und Philosophie zielt. Dabei griff er die Wissenstheorien von Rudolf Agricola, von Philipp Melanchthon, von Giacomo Zabarella und des Petrus Ramus auf, indem er sie in ein rational definiertes System zusammenfasste. Die analytische Methode bildete sich als Grundlagenwissenschaft für alle Wissenschaften aus und war der damalige Prototyp von Wissenschaft überhaupt. Die Verbindung methodischen Bewusstseins und der empirischen Wissensakkumulation übte auf das enzyklopädische Schrifttum der Folgezeit einen bedeutenden Einfluss aus.

## Werkauswahl

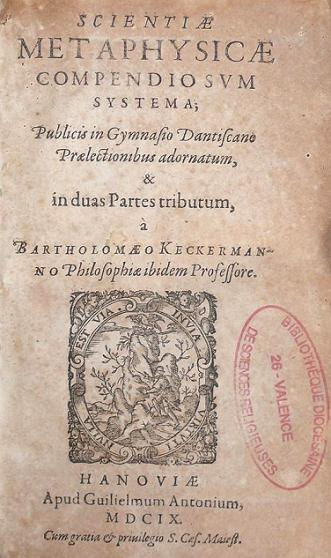

- Systema compendiosum totius mathematices, 1602;
- Systema disciplinae politicae, 1606;
- Systema logicae minus, 1606;
- Contemplatio gemina de loco et terra motu, 1607;
- Systema politicae et oeconomiae, 1607;
- Disputationes politicae, 1608;
- Apparatus practicus sive idea methodica et plena totius philosophiae practicae, 1609;
- Scientiae Metaphysicae Systema, 1609;
- Systema Ethicum, 1610;
- Systema astronomiae compendiosum, 1611;
- Systema geographicum, 1612, 21616;
- Systema logicae plenioris, 1612, 21625, 31628;
- Systema physicum, 1612;
- Systema praeceptorum logicorum, 1613;
- Systema systematum, 2 Bd., 1613;

- Opera. P. Aubert, ohne Ort 1614.
- Theodor Schieder: 9 Briefe Bartholomaeus Keckermanns. In: Altpreußische Forschungen Jg. 18 (1941), S. 262–275.